# Laos en los Juegos Paralímpicos de París 2024
Laos estuvo representado en los Juegos Paralímpicos de París 2024 por un deportista masculino. El equipo paralímpico laosiano no obtuvo ninguna medalla en estos Juegos.